# Lotus Europa
Der Lotus Europa ist ein von Ende 1966 bis Mitte 1975 gebautes Sportcoupé des Herstellers Lotus Cars. 

## Geschichte
Der Europa wurde im Dezember 1966 vorgestellt und war ursprünglich nicht für Großbritannien, sondern nur für die ausländischen Märkte bestimmt. Die ersten Fahrzeuge wurden im Februar 1967 nach Frankreich und in die Schweiz verkauft. Motor und Getriebe stammten vom Anfang 1965 präsentierten Renault 16. Sie wurden als Mittelmotor (Motor vorn, Getriebe hinten) hinter der Fahrgastzelle eingebaut. 
Der Europa war einer der ersten käuflichen Sportwagen mit Mittelmotor nach dem Zweiten Weltkrieg. Straßenlage und Fahreigenschaften erinnerten an einen Rennwagen. Der Rahmen war für Motoren mit mehr als nur 1470 cm³ geeignet. Die Karosserie aus glasfaserverstärktem Polyester wurde mit dem Zentralträgerchassis aus Stahlblech verklebt. Die Räder wurden einzeln aufgehängt, vorn an Doppelquerlenkern. Hinten wurden die Radträger über weit nach vorn reichende Ausleger direkt am Rahmen angelenkt und über zwei Querlenker seitlich geführt, der obere, kürzere war die Antriebswelle. Der Wagen hat eine Zahnstangenlenkung, Scheibenbremsen vorn und Trommelbremsen hinten. 
Nur 296 des ursprünglichen S1 (auf Basis des Grundgedankens von Lotus-Gründer Colin Chapman) wurden gefertigt (Chassis Nummer 460001 bis 460296). Diese Fahrzeuge wurden extrem minimalistisch konstruiert, mit fest eingebauten Seitenfenstern und Sitzen (nur die Pedale waren verstellbar), kaum Türverkleidungen und einfachen Instrumenten.

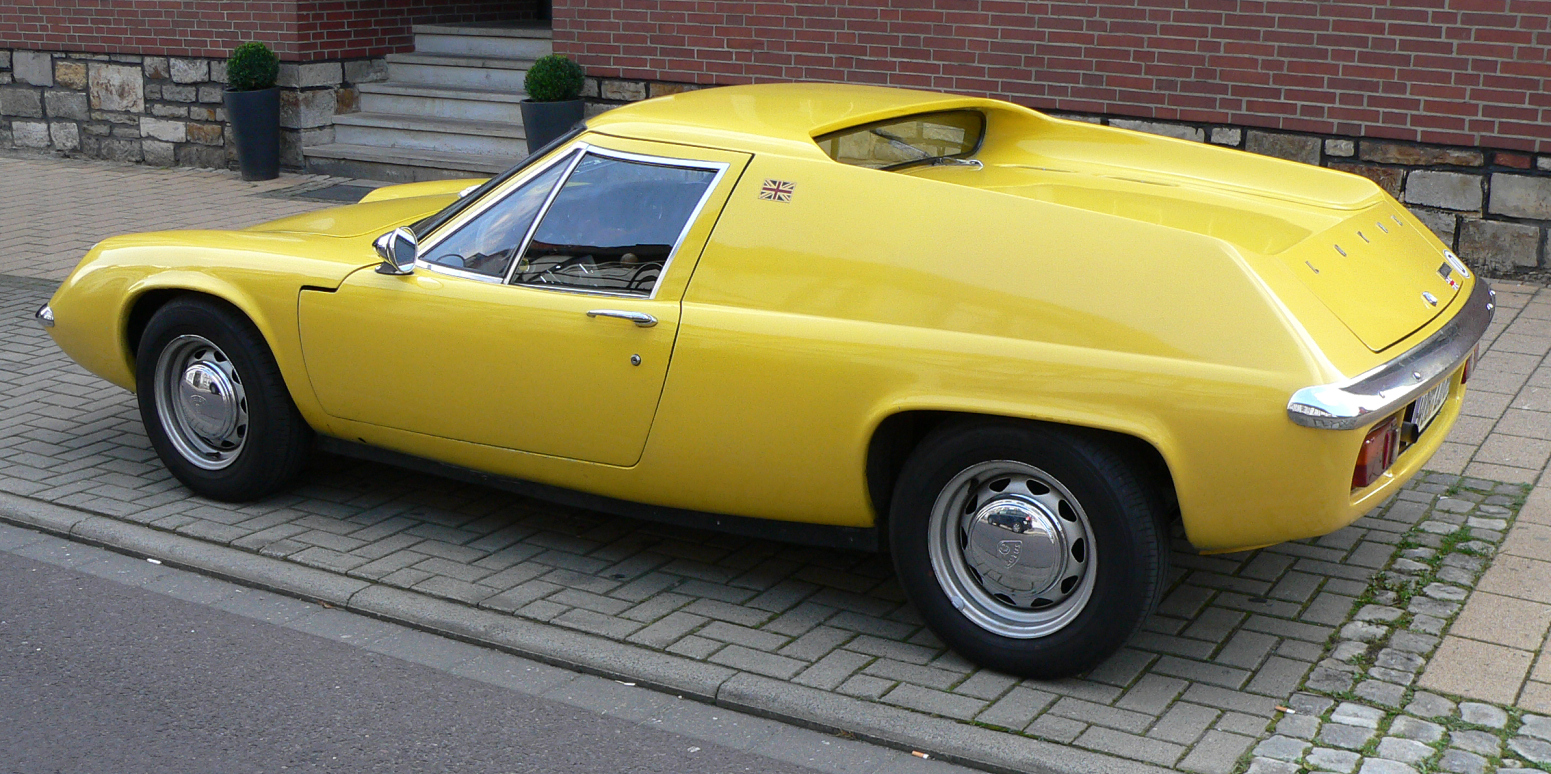
Seitenansicht
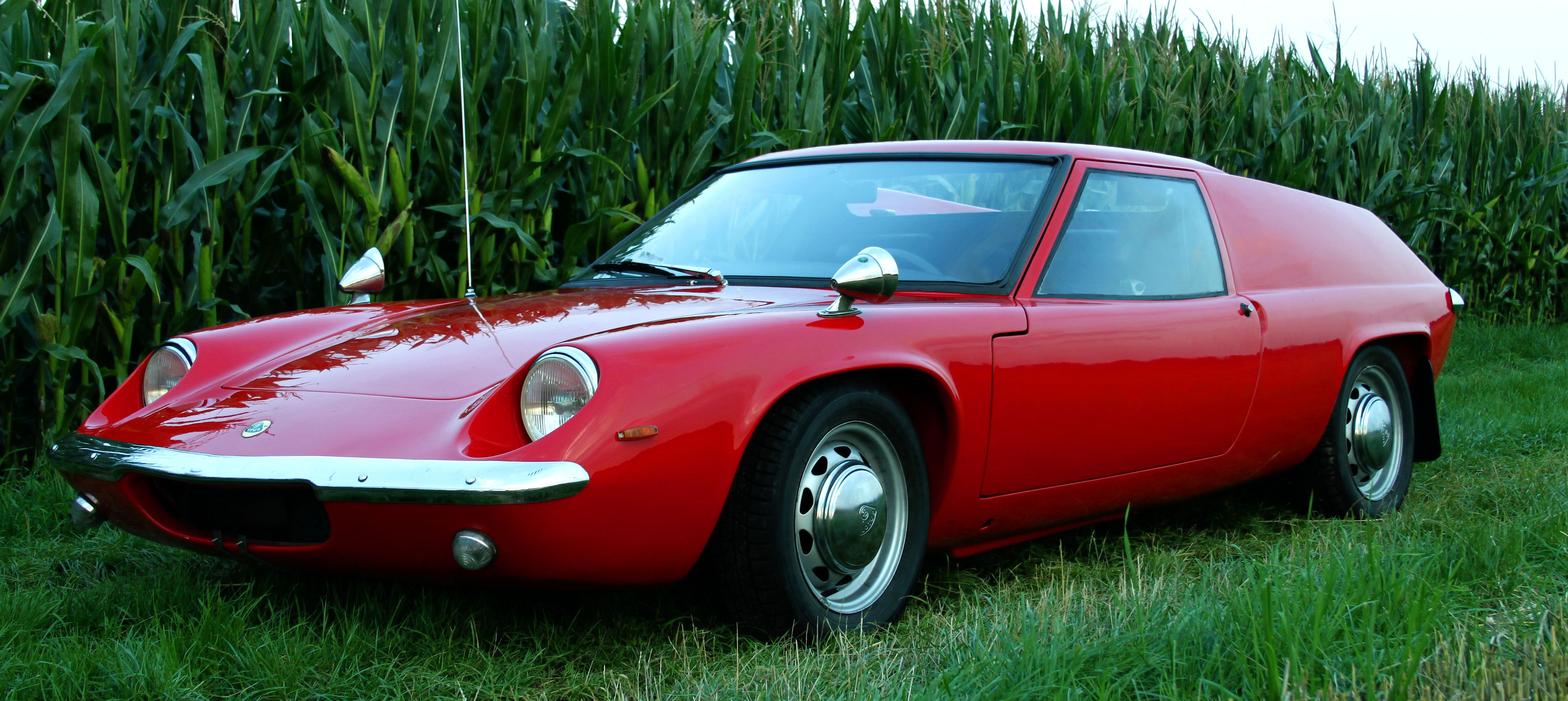
Lotus Europa S1 Typ 46, Seriennummer 149 (1967)
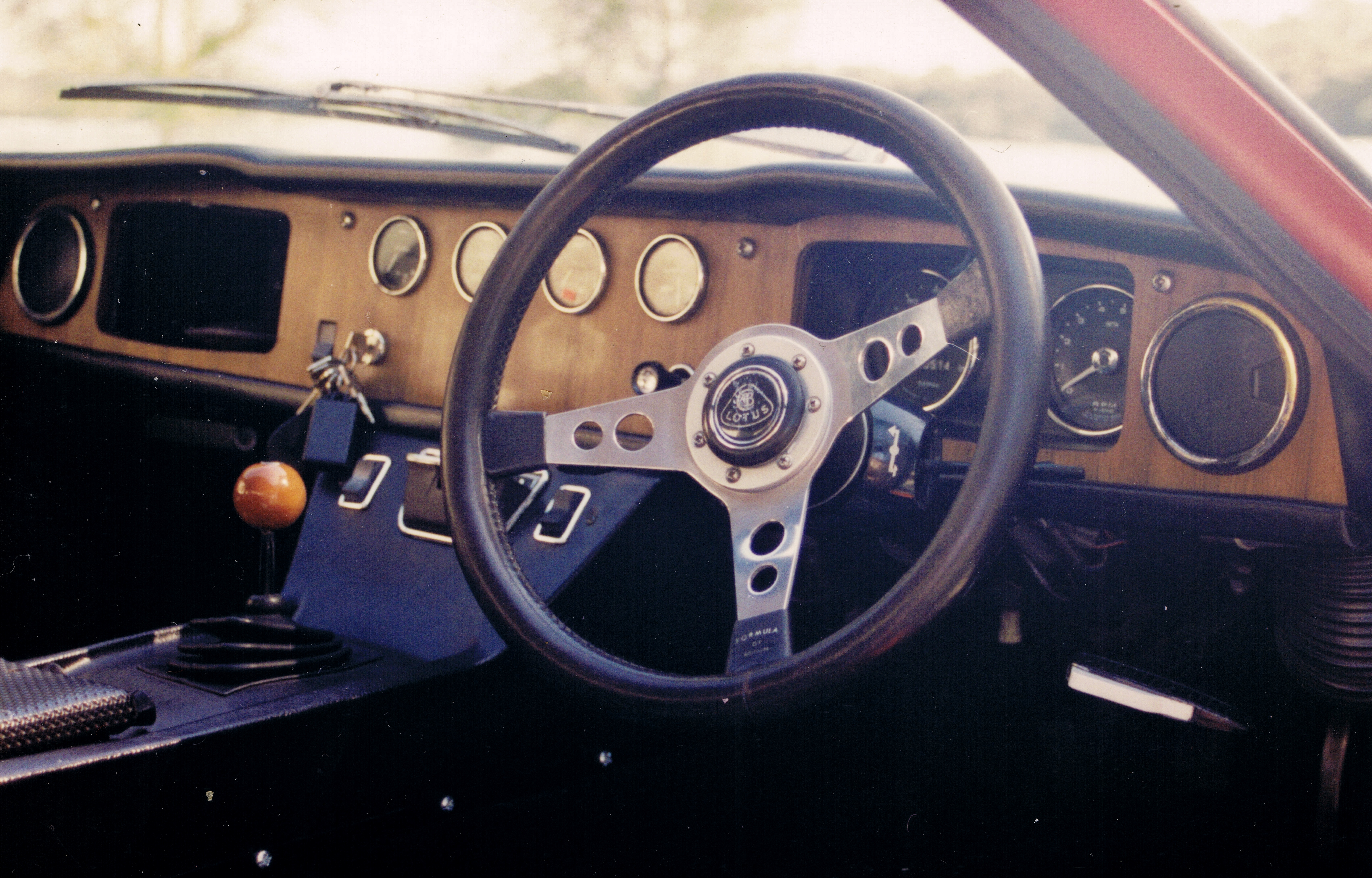
Interieur (Black-badge model, 1968)

### Modellpflege
Bei der im Frühjahr 1969 eingeführten zweiten Serie (Europa S2) wurden Chassis und Karosserie miteinander verschraubt, was jedoch die Fahreigenschaften veränderte. Gleichzeitig wurde für den amerikanischen Markt ein Motor mit 1565 cm³ eingeführt. 
Mitte 1971 wurde der Europa TwinCam vorgestellt, mit dem von Harry Mundy für Lotus modifizierten Ford-Kent-Motor mit Leichtmetallzylinderkopf, zwei obenliegenden Nockenwellen und 1558 cm³, wie ihn bereits der Lotus Elan hatte. 
Im Herbst 1972 folgte die leistungsgesteigerte Version „Big Valve“ (ähnlich wie beim Lotus Elan Sprint) und mit Fünfganggetriebe von Renault. Diese neue Ausführung hieß Europa Special.

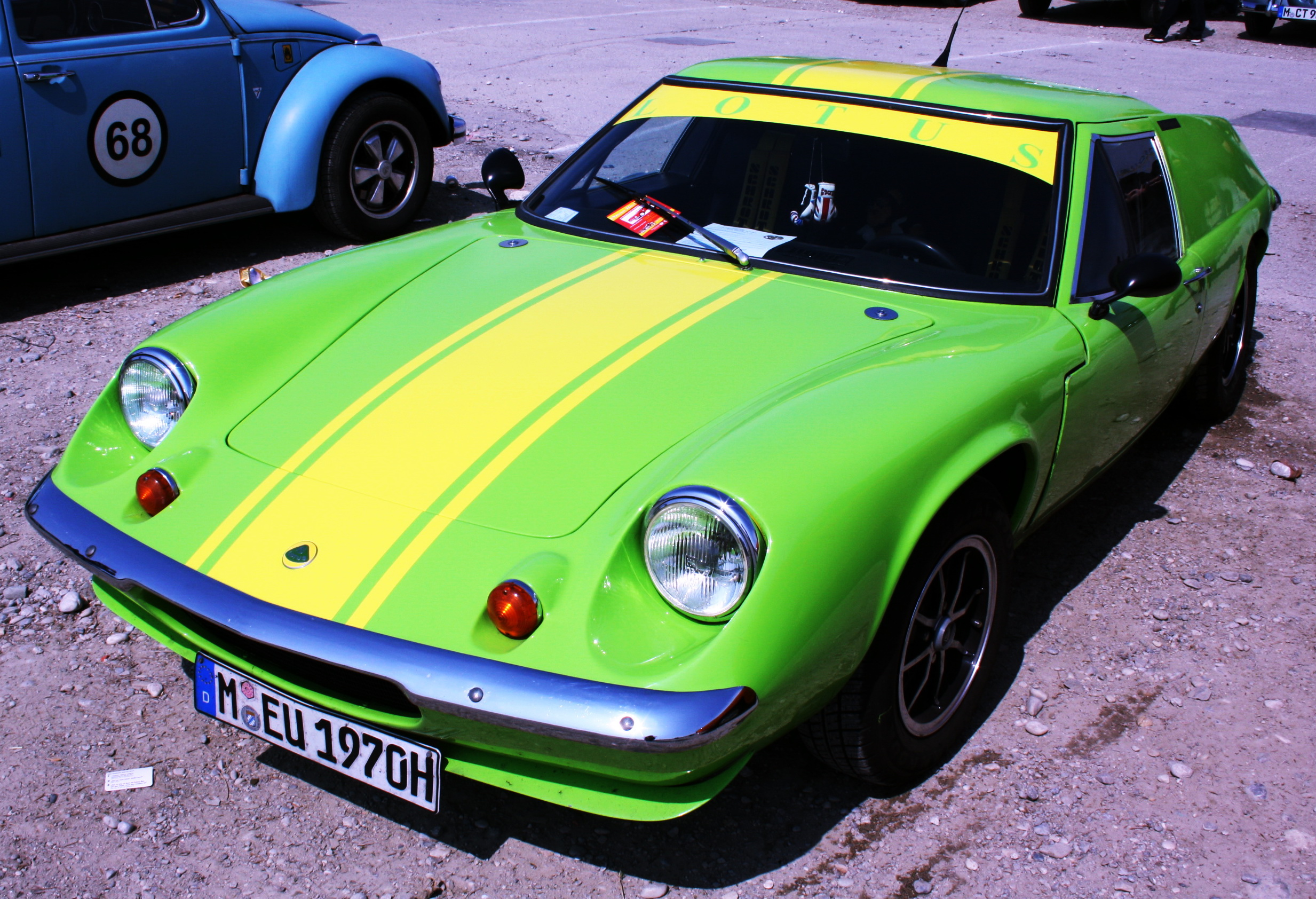
Lotus Europa S2 (1970)
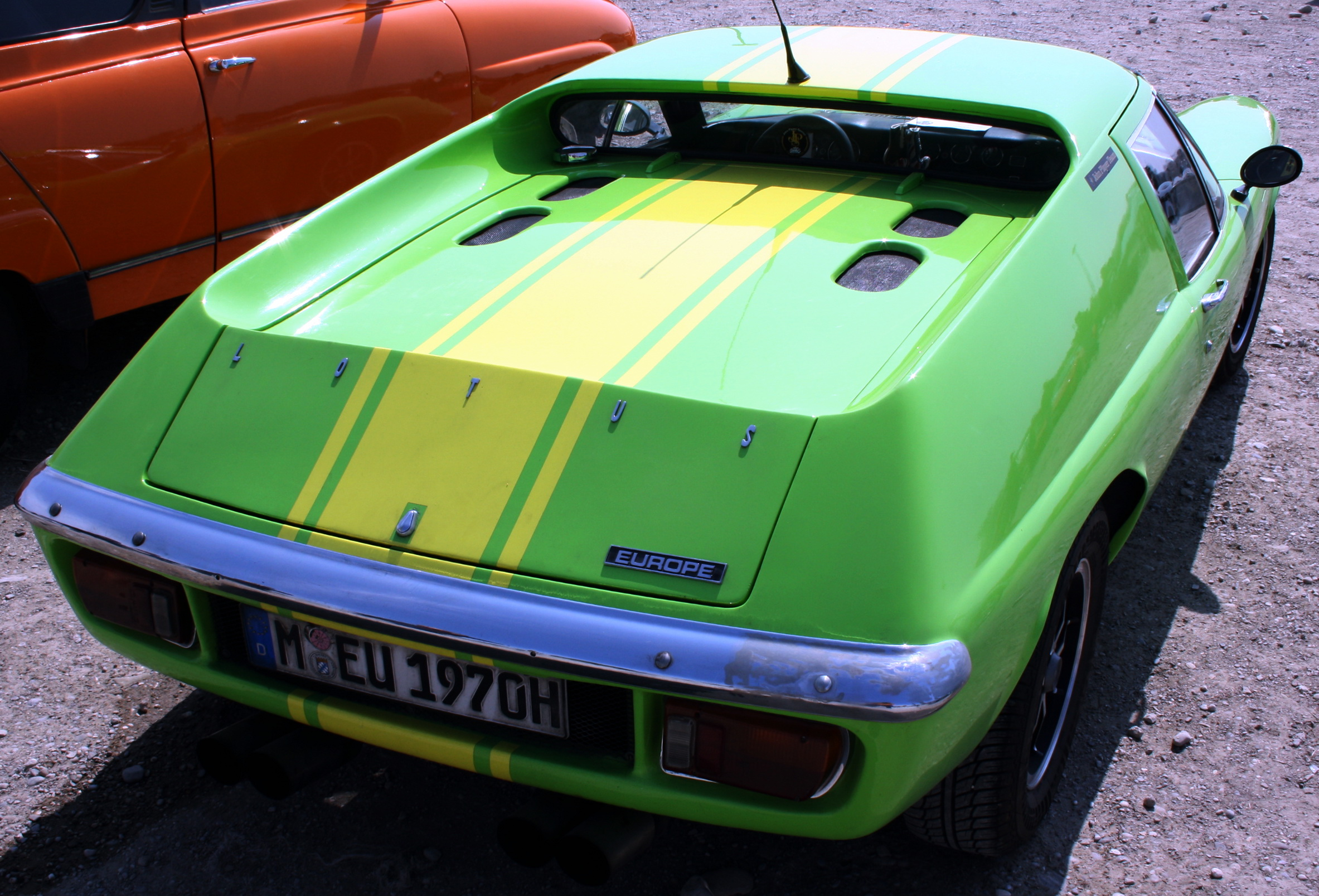
Heckansicht
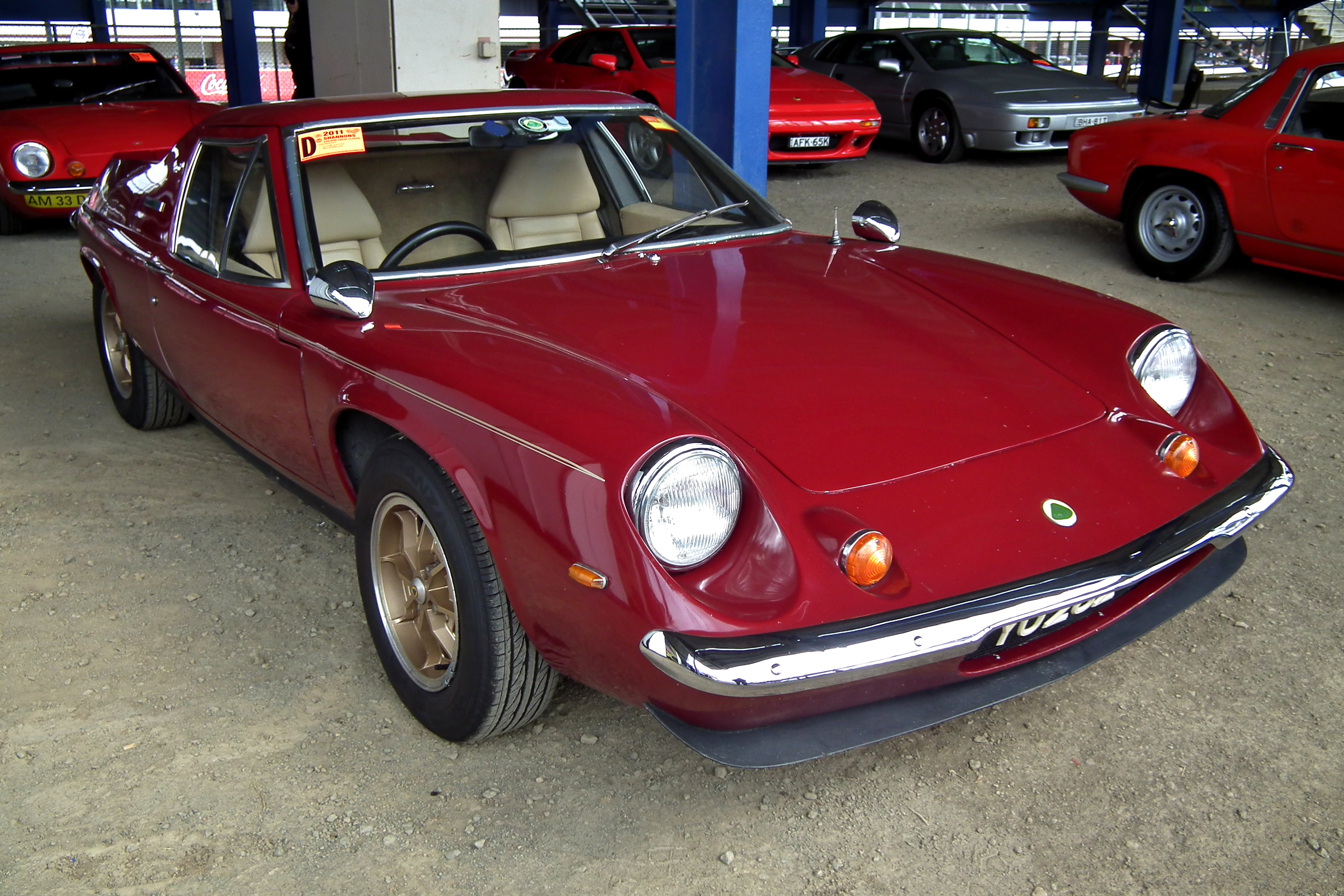
Lotus Europa TwinCam (1972)

## Technische Daten

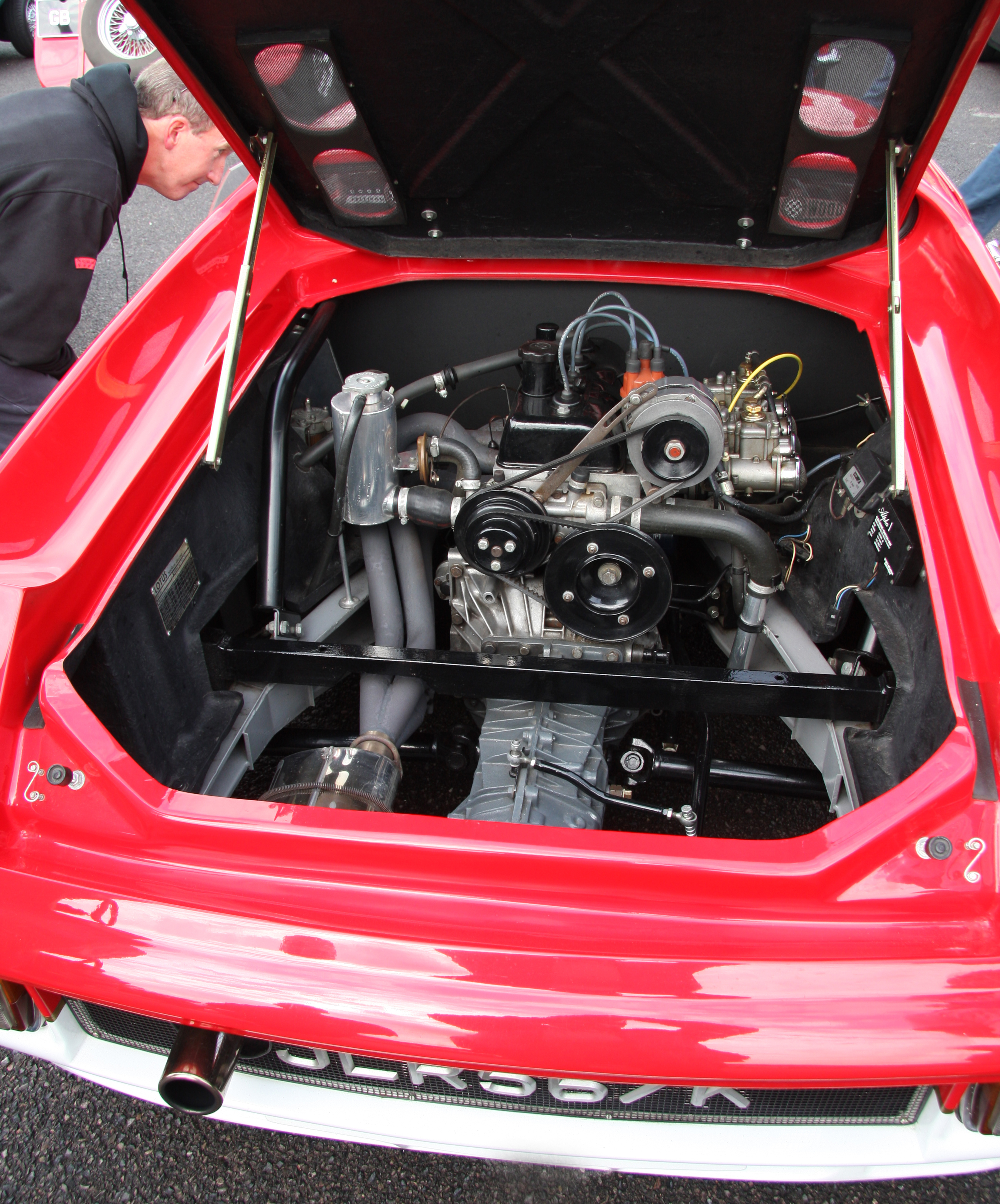
Motorraum

- Europa S1/S2: 1470 cm³ Hubraum mit 57 kW (78 PS)
- Europa S2: 1565 cm³ Hubraum mit 61 kW (83 PS)
- Twin Cam: 1558 cm³ Hubraum mit 77 kW (105 PS)
- Twin Cam Special: 1558 cm³ Hubraum mit 93 kW (126 PS)

## Popkultur
Der Titelheld der dem Horror-Genre zugehörigen Heftromanserie Larry Brent von Jürgen Grasmück fährt einen Lotus Europa.
In Staffel 6 der TV-Serie Mit Schirm, Charme und Melone ist der Wagen der von Linda Thorson gespielten Figur Tara King ein Lotus Europa S2.